# Pitharatus
Pitharatus is een monotypisch geslacht van spinnen uit de  familie van de wielwebspinnen (Araneidae).

## Soort
- Pitharatus junghuhni Doleschall, 1859